# Ромська діаспора

Країни зі значним ромським населенням за неофіційними оцінками.
+ 1,000,000
+ 100,000
+ 10,000

Роми мають кілька окремих популяцій, найбільшою з яких є роми та кале, які досягли Анатолії та Балкан на початку ХІІ століття в результаті міграції з Індійського субконтиненту приблизно в І-ІІ століттях нашої ери. Вони оселилися на території сучасної Туреччини, Греції, Сербії, Румунії, Хорватії, Молдови, Болгарії, Північної Македонії, Угорщини, Албанії, Косово, Боснії та Герцеговини, Чехії, Словенії та Словаччини, за кількістю, та Іспанії. З Балкан вони мігрували по всій Європі, а в ХІХ та наступних століттях – до Америки. Чисельність ромів у Сполучених Штатах оцінюється в понад один мільйон.
Немає жодного офіційного чи надійного підрахунку чисельності ромського населення в усьому світі. Багато ромів відмовляються реєструвати свою етнічну приналежність в офіційних переписах через страх дискримінації. Інші є нащадками змішаних шлюбів з місцевим населенням і більше не ідентифікують себе лише як роми або взагалі не ідентифікують себе.
Станом на початок 2000-х років приблизно від 4 до 9 мільйонів ромів проживало в Європі та Малій Азії , хоча деякі ромські організації оцінюють цифри до 14 мільйонів.
Значні ромські популяції знаходяться на Балканському півострові, у деяких державах Центральної Європи, в Іспанії, Франції, Росії та Україні. Загальна кількість ромів, які живуть за межами Європи, переважно на Близькому Сході, у Північній Африці та в Північній і Південній Америці, і загалом їх оцінюють у понад два мільйони. Деякі країни не збирають дані за етнічною приналежністю.
Більшість заокеанських ромських спільнот було засновано в ХІХ столітті еміграцією з Європи. Були роми з Христофором Колумбом під час його третьої подорожі на Еспаньолу в 1498 році.
Роми ідентифікують себе як окремі етноси частково на основі територіальних, релігійних, культурних і діалектних відмінностей, а також самоназви. Основні гілки:
1. Роми, зосереджені в Центральній і Східній Європі та Італії; вони емігрували (переважно з ХІХ століття і далі) до решти Європи, а також Америки.
2. Кале, здебільшого в Іспанії (див. Гітанос), але також у Португалії (див. Роми Португалії), Південній Франції та Латинській Америці.
3. Фінські кале, у Фінляндії ; спільноти існують і в Швеції.
4. Валлійські кале у Вельсі, зокрема в північно-західній частині країни в валлійськомовних областях
5. Романичаль, в Англії. Спільноти також існують у Сполучених Штатах, Канаді, Австралії, Новій Зеландії, Південній Африці, Північно-Східному Вельсі, Південному Вельсі та Скоттіш-Бордерс.
6. Сінті, у німецькомовних районах Європи та деяких сусідніх країнах
7. Мануш, у франкомовних регіонах Європи (французькою: Manouche)
8. Роми Швеції та Норвегії переважно проживають у південних частинах країни.
9. Шотландські рівнинні ґіпсі також вважаються ромською групою (принаймні англійськими романічали і валійськими кале), хоча вони теоретично вважаються утвореними злиттям між ромами та корінною групою мандрівників. Їхня мова переважно походить від ромської.
10. Роми-мусульмани, хорахане, романлар у Туреччині та на Балканах.
11. Роми Близького Сходу[15].

Роми мають додаткові внутрішні відмінності, з групами, визначеними як башальде; чурарі; лорі; унгаріца; ловарі з Угорщини; мачвая (machavaya, machwaya, або macwaia) із Сербії; ромунґро з Угорщини та сусідніх карпатських країн; ерлідес (Єрлій, Арлі); хорахаї (ксораксан) з Греції та Туреччини; бояш (lingurari, ludar, ludari, rudari, zlătari) від румунських/молдовських гірників; урсарі з румунського/молдовського дресирувальників ведмедів; аргінтарі від срібників; аурарі від золотарів; флорарі від флористів; і лаурари зі співаків.

## Населення за країнами
Це таблиця ромів за країнами. Цей список включає спільноту дом, якого часто відносять до «ромів».
Офіційна кількість ромів є предметом суперечок у багатьох країнах; деякі не збирають дані за етнічною приналежністю; в інших роми можуть відмовлятися реєструвати свою етнічну приналежність через страх дискримінації або асимілювалися і не ідентифікують себе виключно як роми. У деяких випадках уряд звертається до ромських організацій для отримання даних.
| Країна                          | Регіон                                  | Населення | Підгрупи |
| ------------------------------- | --------------------------------------- | --- | --- |
| Афганістан                      | Азія                                    | 20,000 to 30,000 | |
| Албанія                         | Південна Європа, Балкани                | 8,301 (0.3%) (офіційний перепис населення 2011 року) | Габель (ромська мова), ашкалі |
| Алжир                           | Північна Африка                         | 40,000 | Кале, ксораксан |
| Ангола                          | Африка                                  | 16,000 | Кале (з Португалії) |
| Аргентина                       | Південна Америка                        | 300,000 | Калдераш, бояш, кале |
| Австралія                       | Океанія                                 | 5,000+ | Романичал, бояш |
| Австрія                         | Центральна Європа                       | 20,000–50,000 | Бургенландські роми, сінті, ловарі, арліє з Македонії, калдераш з Сербії, гурбети з Сербії та Македонії |
| Азербайджан                     | Європа / Азія                           | 2,000 | Гарачі |
| Білорусь                        | Східна Європа                           | 10,000 (census data) or 50,000–60,000 (estimated data) | Білоруські роми, руска рома, польські роми, литовські роми, латвійські роми, серви, калдераш |
| Бельгія                         | Західна Європа                          | 10,000–15,000 | Ромунґро |
| Боснія і Герцеговина            | Південна Європа, Балкани                | 12,000 / 58,000 | |
| Бразилія                        | Південна Америка                        | 678,000–1,000,000 | Кале, калдераш, ловарі, ксораксан, бояш |
| Болгарія                        | Південна / Східна Європа, Балкани       | 370,908 (офіційний перепис населення) до 600,000 | Єрлі, гурбети, калдераш, бояш, урсарі |
| Канада                          | Північна Америка                        | 80,000 | Калдераш, романічал |
| Чилі                            | Південна Америка                        | 15,000–20,000 | Ксораксан |
| Китай                           | Азія                                    | 9,000 | Влакс (калдераш, ловарія, потковарі) |
| Колумбія                        | Південна Америка                        | 4,850 | Калдераш |
| Хорватія                        | Центральна / Південна Європа, Балкани   | 2,500 (результати перепису населення) Орієнтовно:3,000 | Ловарія, бояш |
| Кіпр                            | Західна Азія                            | 1,250 (приблизно) | Калдераш, курбет, мантидес |
| Данія                           | Північна Європа                         | 1,500–2,000 | |
| Еквадор                         | Південна Америка                        | 2,000 | Калдераш |
| Естонія                         | Північна Європа                         | 456 | |
| Фінляндія                       | Північна Європа                         | 10,000+ | Кало |
| Єгипет                          | Північна Африка                         | 50,000 | Народ Навар, народ Дом |
| Франція                         | Західна Європа                          | 500,000 (офіційна оцінка) 1,200,000–1,300,000 (неофіційна оцінка)                                                                                                | Мануш, калдераш, ловарія, сінті |
| Німеччина                       | Центральна / Західна Європа             | 500,000 | Переважно сінті, але також балканські роми, роми-влахи |
| Грузія                          | Східна Європа, Західна Азія             | 500+ | Рома, домарі, лом/боша |
| Греція                          | Південна Європа, Балкани                | 200,000 or 300,000 | Ерлідес, ксораксан |
| Угорщина                        | Центральна / Східна Європа              | 205,984 (перепис); 394,000–1,000,000 (приблизно) | Ромунґро, бояш, ловарі |
| Iран                            | Азія                                    | 2,000−760,000 | Народи домарі, коелі, горбаті, наварі, заргар |
| Ірак                            | Азія                                    | 40,000 | Наварський народ, кавлія, калдераш, ксораксан |
| Ірландія                        | Північна Європа                         | 3,000 | |
| Італія                          | Південна Європа                         | 90,000–180,000 + 152,000 нелегальних ромів у 700 таборах | Сінті, урсарі, калдераш, ксораксан |
| Йорданія                        | Західна Азія                            | 80,000 | Дом |
| Казахстан                       | Азія                                    | 7,000 | Руска рома, люлі, сінті |
| Koсoвo                          | Південно-Східна Європа                  | 15,696 | |
| Киргизстан                      | Центральна Азія                         | 600 | Дом |
| Латвія                          | Північна Європа                         | 8,482 (2012) чи 13,000–15,000 | Лофітські роми (в тій же сім'ї балтійських ромських діалектів, що й польські та руські роми) |
| Ліван                           | Азія                                    | 12,000 | Народ Навар, народ Дом |
| Лівія                           | Північна Африка                         | 40,000 | Народ Навар, народ Дом |
| Литва                           | Північна Європа                         | 3,000–4,000 | |
| Люксембург                      | Західна Європа                          | 100–150 | |
| Північна Македонія              | Південна Європа, Балкани                | 53,879 ромів та 3,843 балканські єгиптян до 260,000 | Єрлі, гурбети, сергари, ашкалі |
| Мексика                         | Північна Америка                        | 16,000 | Капуста, бояш, мачвайя., ловарі, кале, калдераш |
| Молдова                         | Східна Європа                           | 12,900 (перепис) to 20,000–25,000 або 150,000 | Русурджа, урсарі, калдераш |
| Чорногорія                      | Southern Europe, Balkans                | 2,601 до 20,000, додатково зареєстровано 8,000 ромів-біженців з Косова, тобто загальна кількість ВПО косовських ромів у Чорногорії вдвічі більша.                | |
| Марокко                         | Північна Африка                         | 50,000 | Наварський народ, народ дом, кале, гітанос, калдераш, бояш |
| Нідерланди                      | Західна Європа                          | 35,000–40,000 | |
| Нова Зеландія                   | Oкеанія                                 | 132 | |
| Нікарагуа                       | Центральна Америка                      | 14,000 | Влаські роми |
| Норвегія                        | Північна Європа                         | 6,500 or more | Норвезькі та шведські мандрівники (романоар, таврінгер), влахи |
| Пакистан                        | Південна Азія                           | 24,000 | Влаські роми |
| Перу                            | Південна Америка                        | 8,400 | Калдераш, кало |
| Польща                          | Центральна / Східна Європа              | 15,000–60,000 | Польські роми |
| Португалія                      | Південна / Західна Європа               | 40,000 | |
| Румунія                         | Південна / Центральна / Східна Європа   | 621,573 (2011 census) 1,850,000 (estimated) | Калдераш, урсарі, ловарі, влакс, ромунгро |
| Росія                           | Східна Європа                           | 182,766 (перепис 2002) або 450,000–1,000,000 (приблизно) | Руска рома (походить з польських ромів, з Польщі), калдераш(з Moлдови), серви (з України та Балкан), урсарі (з Болгарії) ловарі, волоські роми(з Валахії), боша (з Вірменії). |
| Сербія                          | Південно-Східна Європа, Балкани         | 147,604 (перепис 2011) або 400,000–800,000 (приблизно) | Див. роми в Сербії. Основні підгрупи: "турецькі цигани", "білі цигани", "волоські цигани" та "угорські цигани". |
| Словаччина                      | Центральна / Східна Європа              | 92,500 or 550,000 | Ромунґро |
| Словенія                        | Центральна / Південна Європа, Балкани   | 3,246–10,000 | |
| Південно-Африканська Республіка | Південна Африка                         | 7,900 | Романіхаль |
| Іспанія                         | Південна / Західна Європа               | 1,000,000 (офіційна оцінка) 600,000–800,000 або 1,500,000 | Кале, калдераш, бояш, ерромінтксела |
| Судан                           | Африка                                  | 50,000 | Народ Навар, народ Дом |
| Швеція                          | Північна Європа                         | 30,000–65,000 | Шведські мандрівники (таврінгер), влакс (калдераш, ловарі), кало (фінські роми) |
| Швейцарія                       | Центральна / Західна Європа             | 30,000–35,000 | |
| Сирія                           | Азія                                    | 34,000 | Народ Навар, народ Дом |
| Таджикистан                     | Центральна Азія                         | 2,234 | Народ Дом |
| Туніс                           | Північна Африка                         | 20,000 | Народ Навар, народ Дом |
| Туреччина                       | Південна / Східна Європа, Балкани, Азія | 35,000 до 5,000,000 | Боша, Роми в Туреччині, гарачі |
| Україна                         | Східна Європа                           | 47,587 (перепис 2001) до 400,000 (приблизно) | Кельдераре (угорська назва Котляри; Закарпаття), котляри (інші регіони України), руска рома (північна Україна), серви (серби, південна та центральна Україна, з Сербії), ловарі (центральна Україна), кельмиш, крими (в Криму), Сервіса Рома (на Закарпатті зі Словаччини), Ром Унгріко (на Закарпатті з Угорщини) |
| Об'єднані Арабські Емірати      | Західна Азія                            | 71,000 | Народ Дом |
| Велика Британія                 | Північна / Західна Європа               | 44,000–94,000+ Невизначена кількість ромів-іммігрантів зі Східної Європи (серед них у 2004 році було 4 100 ромів-влаксів) і додатково 200 000 недавніх мігрантів | Романішал, валлійська капуста |
| Сполучені штати Америки         | Північна Америка                        | 1,000,000 (Ромське походження. Оцінка ромських організацій) | |
| Уругвай                         | Південна Америка                        | 2,000–5,000 | |

### Населення за країнами
| Країна                          | Офіційно  | Джерело            | Низькі показники | Високі показники | Примітка |
| ------------------------------- | --------- | ------------------ | ---------------- | ---------------- | --- |
| Абхазія*                        | 261       | (2011 перепис)     | 500              | 600              | |
| Афганістна                      | –         | –                  | 20,000           | 30,000           | |
| Албанія                         | 8,301     | (2011 перепис)     | 80,000           | 150,000          | Ромське населення проживає в 71 гміні. |
| Алжир                           | –         | –                  | 2,500            | 40,000           | |
| Aнгола                          | –         | –                  | 12,000           | 16,000           | |
| Aргентина                       | –         | –                  | 300,000          | 350,000          | |
| Вірменія                        | 48        | (1989 перепис)     | 2,000            | 2,000            | Вірменизовані. |
| Арцах*                          | 1         | (1989 перепис)     | 20               | 25               | |
| Aвстралія                       | 775       | (2011 перепис)     | 5,000            | 25,000           | |
| Aвстрія                         | 6,273     | (2001 перепис)     | 20,000           | 50,000           | |
| Aзербайджан                     | 145       | (1989 перепис)     | 2,000            | 2,000            | |
| білорусь                        | 6,848     | (2019 перепис)     | 25,000           | 70,000           | Вірменизовані |
| Бельгія                         | –         | –                  | 20,000           | 40,000           | |
| Боснія і Герцеговина            | 12,583    | (2013 перепис)     | 40,000           | 76,000           | Ромське населення проживає у 92 муніципалітетах. У 3 селах роми становлять більшість. |
| Бразилія                        | 800,000   | (2010 перепис)     | 680,000          | 1,000,000        | Національний перепис населення Бразилії 2010 року БГІС виявив табори ромів у 291 з 5 565 муніципалітетів Бразилії. |
| Болганія                        | 325,343   | (2011 перепис)     | 700,000          | 800,000          | Ромське населення проживає у 258 муніципалітетах. У 43 селах та 1 місті роми становлять більшість. |
| Канада                          | 5,255     | (2011 census)      | 5,000            | 80,000           | |
| Чилі                            | –         | –                  | 15,000           | 20,000           | |
| Китай                           | –         | –                  | 9,000            | 9,000            | |
| Колумбія                        | 4,858     | (2005 перепис)     | 6,000            | 8,000            | |
| Хорватія                        | 16,975    | (2011 перепис)     | 30,000           | 40,000           | |
| Кіпр                            | –         | –                  | 1,000            | 1,500            | |
| Чехія                           | 4,458     | (2021 перепис)     | 150,000          | 250,000          | |
| Eквадор                         | –         | –                  | 2,000            | 2,000            | |
| Єгипт                           | –         | –                  | 1,800,000        | 2,262,000        | |
| Eстонія                         | 676       | (2021 перепис)     | 600              | 1,500            | |
| Данія                           | –         | –                  | 1,000            | 4,000            | |
| Фінляндія                       | –         | –                  | 10,000           | 12,000           | |
| Франція                         | –         | –                  | 500,000          | 1,200,000        | |
| Грузія                          | 1,744     | (1989 перепис)     | 1,500            | 2,500            | |
| Німеччина                       | –         | –                  | 70,000           | 140,000          | |
| Греція                          | –         | –                  | 100,000          | 300,000          | |
| Угорщина                        | 309,632   | (2016 перепис)     | 600,000          | 1,000,000        | |
| Iран                            | –         | –                  | 100,000          | 800,000          | |
| Iрак                            | –         | –                  | 40,000           | 60,000           | |
| Iрландія                        | 30,987    | (2016 перепис)     | 30,000           | 42,000           | |
| Iзраїль                         | –         | –                  | 2,000            | 4,000            | |
| Iталія                          | 29,438    | (2018 перепис)     | 120,000          | 180,000          | Лише меншість, за оцінками, 26 000 осіб, живуть в офіційних нетрях. У 148 "офіційних" нетрях проживає 16 400 осіб, з яких 43% — італійці. У "толерантних" мікропоселеннях проживає 9 600 ромів з румунськими 86% і болгарськими 14% паспортами ЄС. |
| орданія                         | –         | –                  | 40,000           | 88,000           | |
| Казахстан                       | 7,165     | (1989 перепис)     | 10,000           | 15,000           | |
| Косово*                         | 35,784    | (2011 перепис)     | 25,000           | 50,000           | Ромське населення проживає у 29 муніципалітетах. У 3 селах роми становлять більшість. |
| Киргизстан                      | 990       | (1989 перепис)     | 1,500            | 2,500            | |
| Латвія                          | 5,082     | (2018 статистика)  | 9,000            | 16,000           | |
| Ліван                           | 3,112     | (2011 дослідження) | 5,000            | 12,000           | |
| Лівія                           | –         | –                  | 10,000           | 40,000           | |
| Литва                           | 2,251     | (2021 перепис)     | 2,000            | 4,000            | |
| Люксембург                      | –         | –                  | 100              | 500              | |
| Meксика                         | –         | –                  | 15,000           | 50,000           | |
| Moлдова                         | 9,323     | (2014 перепис)     | 14,200           | 200,000          | Ромське населення проживає в 35 районах. В 1 селі та 2 містах роми становлять більшість. |
| Чорногорія                      | 6,251     | (2011 перепис)     | 15,000           | 25,000           | |
| Mарокко                         | –         | –                  | 30,000           | 50,000           | |
| Нідерланди                      | –         | –                  | 32,000           | 48,000           | |
| Нова Зеландія                   | 132       | (2018 перепис)     | 1,500            | 3,000            | |
| Нівнічна Македонія              | 46,433    | (2021 перепис)     | 134,000          | 260,000          | Ромське населення проживає у 62 муніципалітетах. |
| Норвегія                        | –         | –                  | 4,500            | 15,700           | |
| Пакистан                        | –         | –                  | 30,000           | 80,000           | |
| Палестина*                      | –         | –                  | 35,000           | 46,000           | |
| Перу                            | –         | –                  | 8,000            | 10,000           | |
| Польща                          | 12,855    | (2002 перепис)     | 15,000           | 50,000           | |
| Португалія                      | –         | –                  | 34,000           | 70,000           | |
| Румунія                         | 621,573   | (2011 перепис)     | 1,200,000        | 2,500,000        | |
| Росія                           | 205,007   | (2010 перепис)     | 450,000          | 1,200,000        | |
| Сербія                          | 147,604   | (2011 перепис)     | 400,000          | 800,000          | Ромське населення проживає у 115 муніципалітетах. |
| Словаччина                      | 67,179    | (2021 перепис)     | 380,000          | 600,000          | Ромське населення проживає у 78 районах. |
| Словенія                        | 3,246     | (2002 перепис)     | 7,000            | 10,000           | |
| Південно-Африканська республіка | –         | –                  | 8,500            | 10,000           | |
| Південна осетія*                | 6         | (2015 перепис)     | 15               | 20               | |
| Іспанія                         | –         | –                  | 500,000          | 1,100,000        | |
| Судан                           | –         | –                  | 40,000           | 50,000           | |
| Швеція                          | –         | –                  | 35,000           | 65,000           | |
| Швейцарія                       | –         | –                  | 25,000           | 35,000           | |
| Сирія                           | –         | –                  | 100,000          | 300,000          | |
| Taджикистан                     | 2,334     | (2010 перепис)     | 4,000            | 5,000            | |
| Tуніс                           | –         | –                  | 20,000           | 20,000           | |
| Tуреччина                       | –         | –                  | 500,000          | 5,000,000        | |
| Tуркменістан                    | 119       | (1989 перепис)     | 1,000            | 2,000            | |
| Україна                         | 47,587    | (2001 перепис)     | 120,000          | 400,000          | |
| Об'єднані Арабські Емірати      | –         | –                  | 50,000           | 80,000           | |
| Велика Британія                 | 63,193    | (2011 перепис)     | 150,000          | 300,000          | |
| США                             | –         | –                  | 1,000,000        | 1,000,000        | |
| Уругвай                         | –         | –                  | 2,000            | 5,000            | |
| Узбекистан                      | 16,397    | (1989 перепис)     | 20,000           | 30,000           | |
| Разом                           | 2,868,224 | 2,868,224          | 10,985,435       | 23,717,845       | |

## Центральна та Східна Європа

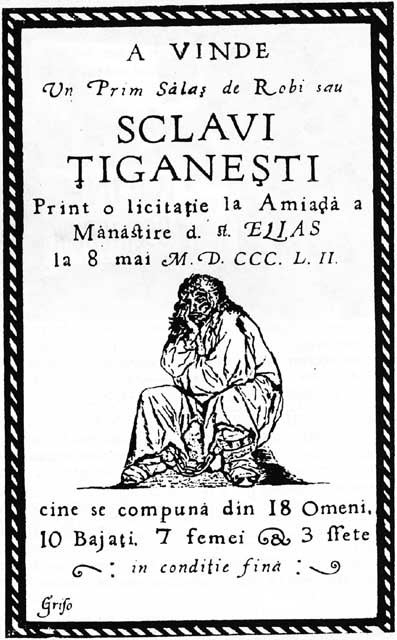
Волоський плакат 1852 року, що рекламує аукціон ромських рабів

Значна частка ромів у світі проживає в Центральній та Східній Європі. Проте в деяких випадках, зокрема клан Калдераш у Румунії, який працює як традиційні мідники, роми процвітали. Деякі ромські сім'ї вирішили іммігрувати до Західної Європи. Багато колишніх комуністичних країн, таких як Чехія, Словаччина, Румунія, Угорщина та Болгарія, увійшли до Європейського Союзу, і дозволено вільний проїзд. Протягом 1970-х і 1980-х років багато ромів з колишньої Югославії мігрували до інших європейських країн, особливо до Австрії, Західної Німеччини та Швеції.

### Албанія
Роми проживають в Албанії вже понад 600 років. Вони прибули з Азії незадовго до османських турків у середині XV століття. Вони почалися з Індії, попрямували в напрямку Персії, Сирії, Іраку і через Вірменію на західні території Візантії, потім через Балкани в Європу. За оцінками, в Албанії проживає 1300-120 000 ромів.

### Болгарія
Роми складають третю за чисельністю етнічну групу (після болгар і турків) у Болгарії, їх називають «цигани» (cigani) або «роми» (romi). За переписом 2001 року в Болгарії проживало 370 908 ромів, що становить 4,7% від загальної кількості населення країни.

### Греція
Чисельність ромського народу Греції наразі становить від 200 000 до 350 000 осіб.

### Крит
З 1323 року на Криті згадуються роми. Більшість поселень знаходиться в Неа Алікарнасосі.

### Угорщина

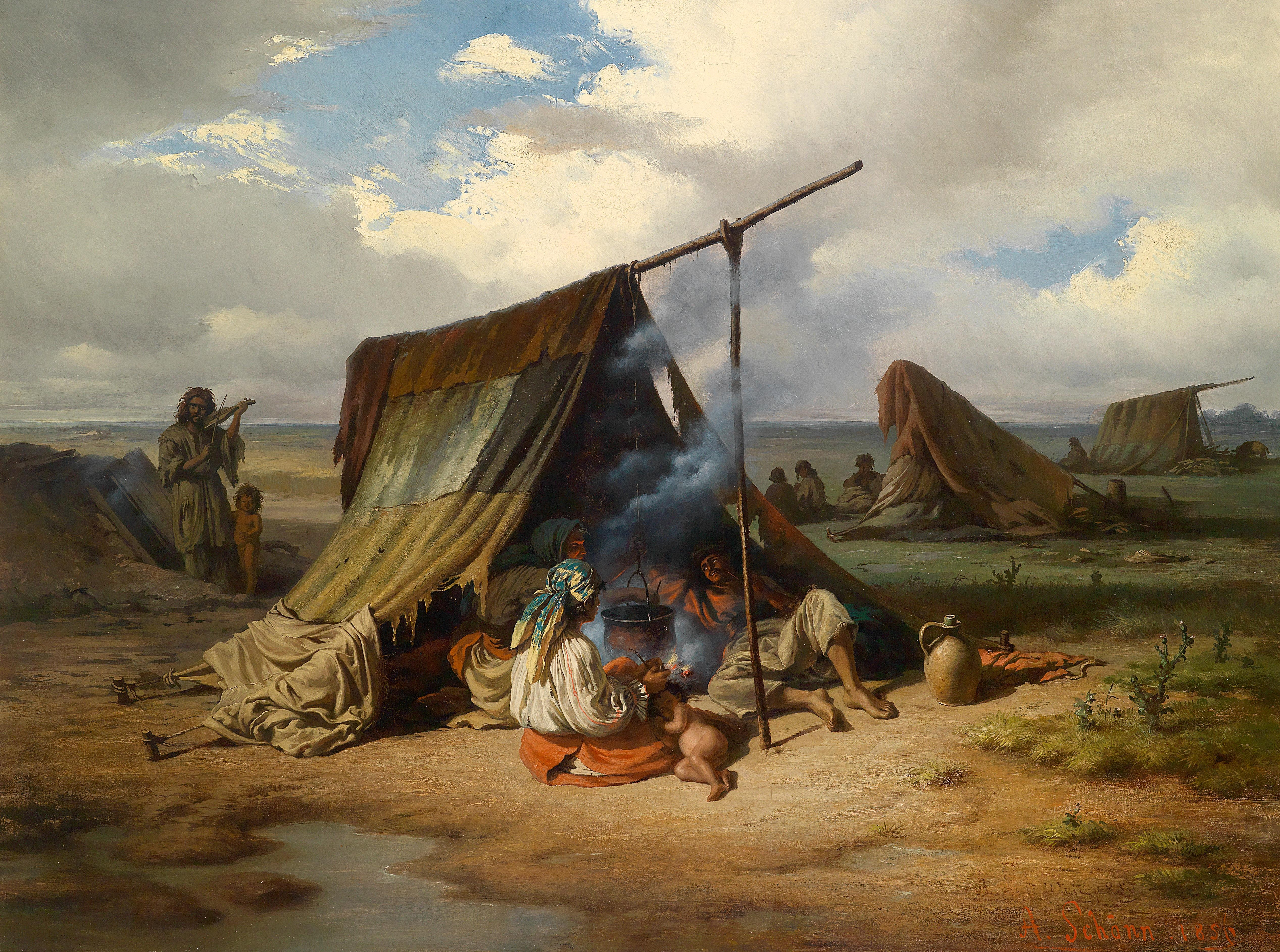
Роми-кочівники, c. 1857 рік

За переписом 2011 року 315 583 особи назвали себе ромами. За різними оцінками кількість ромів становить від 500 000 до 1 000 000 осіб, або 8–10% населення Угорщини.

### Румунія
У Румунії є значна меншина ромів, відома як Ţigani румунською мовою, а нещодавно як Rromi, 621 573 особи або 3,3% від загальної кількості населення (перепис 2011 року). Існують різноманітні урядові та неурядові програми для інтеграції та соціального прогресу, включно з Центром політики Фонду для ромів та меншин, Національним агентством у справах ромів та участь Румунії в Десятилітті інтеграції ромів. У цих програмах беруть участь Албанія, Боснія і Герцеговина, Болгарія, Хорватія, Чехія, Угорщина, Македонія, Чорногорія, Румунія, Сербія, Словаччина та Іспанія. Як офіційно визнана етнічна меншина, роми також мають гарантоване представництво в парламенті.

### Молдова
Велика ромська спільнота східно-православної християнської віри — кошники в Глодень, їхні предки колись прийшли з Сербії, оселилися в Глодені за часів династії Телекі.

### Росія
Російською мовою роми називаються циганє. Найбільшою етнічною групою ромів в Росії є руські роми. Вони також є найбільшою групою в Білорусі. Вони є прихильниками російської православної церкви.

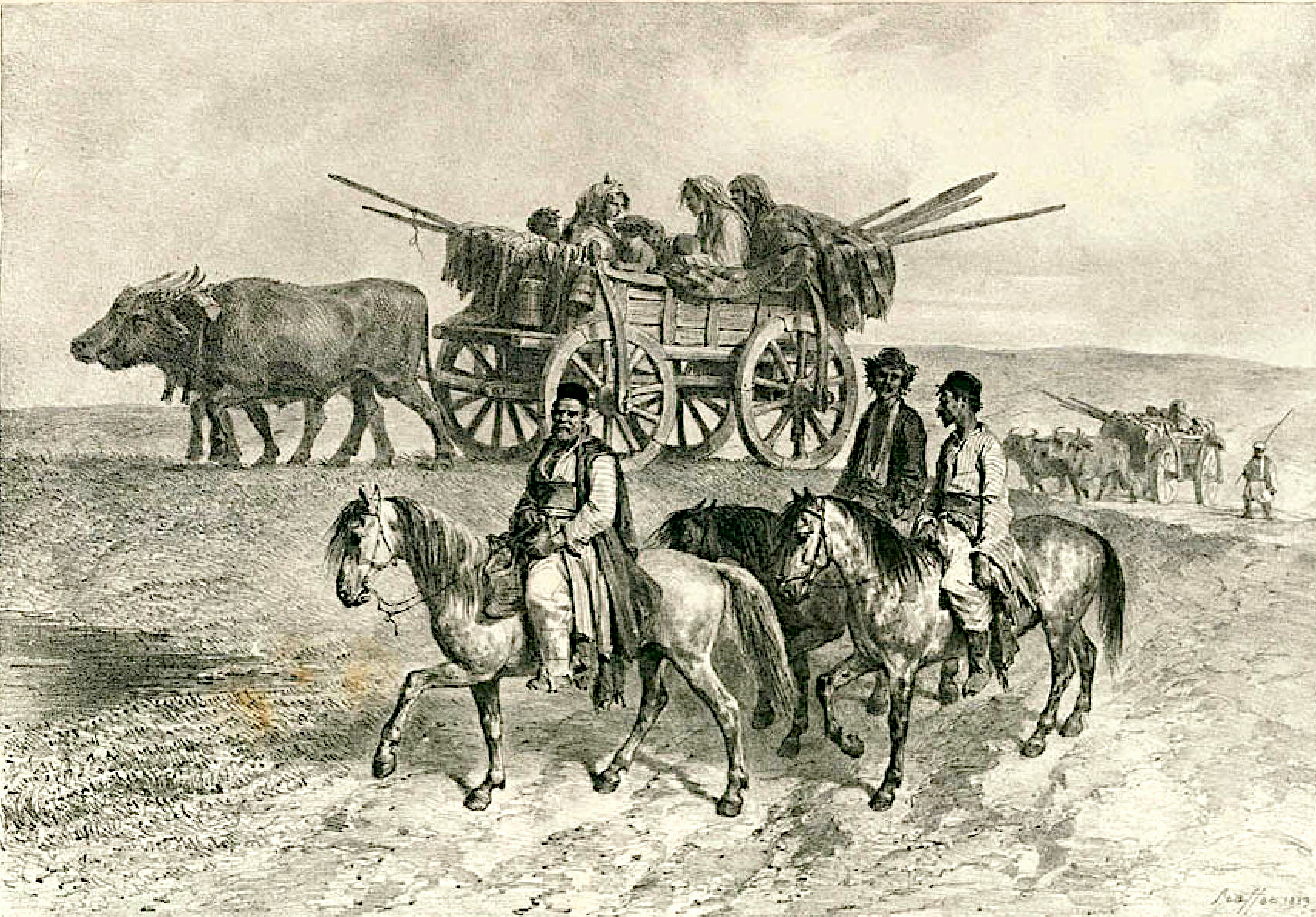
Подорожує ромська родина (1837 р.)

Вони прийшли в Росію в XVIII столітті з Польщі, і їхня мова містить польські, німецькі та російські слова.

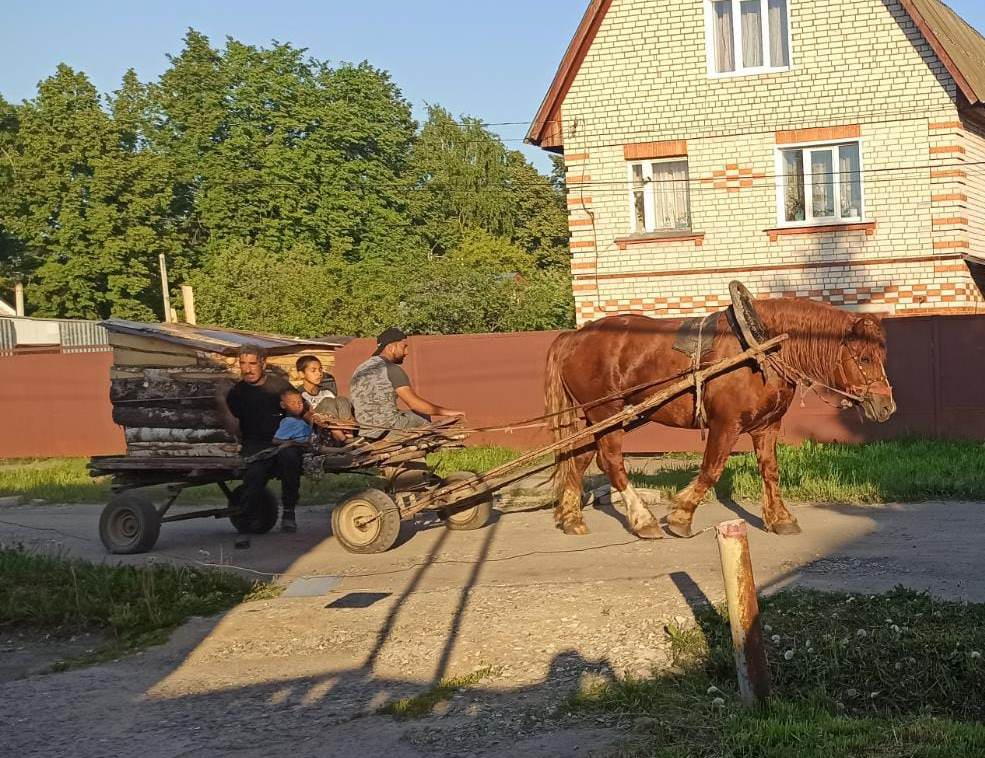
Роми Іванівської області

Руські роми були кочовими торговцями конями та співцями. Влітку вони мандрували, а взимку зупинялися в хатах російських селян. Вони платили за проживання грошима або роботою своїх коней.
У 1812 році, коли Наполеон I вторгся в Росію, ромські діаспори Москви та Санкт-Петербурга дали великі суми грошей і хороших коней для російської армії. Багато молодих ромів брали участь у війні як улани.
Наприкінці ХІХ століття руско-ром Микола Шишкін створив ромську театральну трупу. Одна з п'єс була ромською мовою.
Під час Другої світової війни деякі руські роми пішли до армії за призовом і добровольцями. Вони брали участь у війні солдатами, офіцерами, піхотинцями, танкістами, артилеристами, авіаторами, водіями, фельдшерами, лікарями. Частина підлітків, стариків і дорослих чоловіків також були партизанами. Ромські актори, співаки, музиканти, танцюристи (переважно жінки) виступали перед солдатами на передовій та в госпіталях. Величезна кількість ромів, у тому числі багато руських ромів, загинули або були вбиті на окупованих ворогом територіях, у боях і в блокаді Ленінграда.
Після Другої світової війни музика руських ромів набула великої популярності. Роменський театр, ромські співаки та ансамблі процвітали. Усі роми, які проживали в СРСР, почали сприймати руську ромську культуру як основну ромську культуру.

### Словенія
За оцінками, у Словенії проживає від 10 000 до 12 000 ромів.

### Косово
Косовські роми говорять або сербською, або ромською мовою як рідною мовою. Більшість косовських ромів є православними, але деякі сповідують іслам. За оцінками ОБСЄ на 2010 рік, у Косово проживало приблизно 34 000 ромів.

### Німеччина
За оцінками, роми в Німеччині становлять близько 170 000-300 000 осіб, що становить близько 0,2-0,4% населення Німеччини.

### Швейцарія
У Швейцарії проживає від 80 000 до 100 000 ромів.

## Західна Європа

### Бельгія
У Бельгії проживає близько 30 тисяч ромів. Приблизно третина з них описується як мандрівники, цигани або мануші/сінті.

### Іспанія

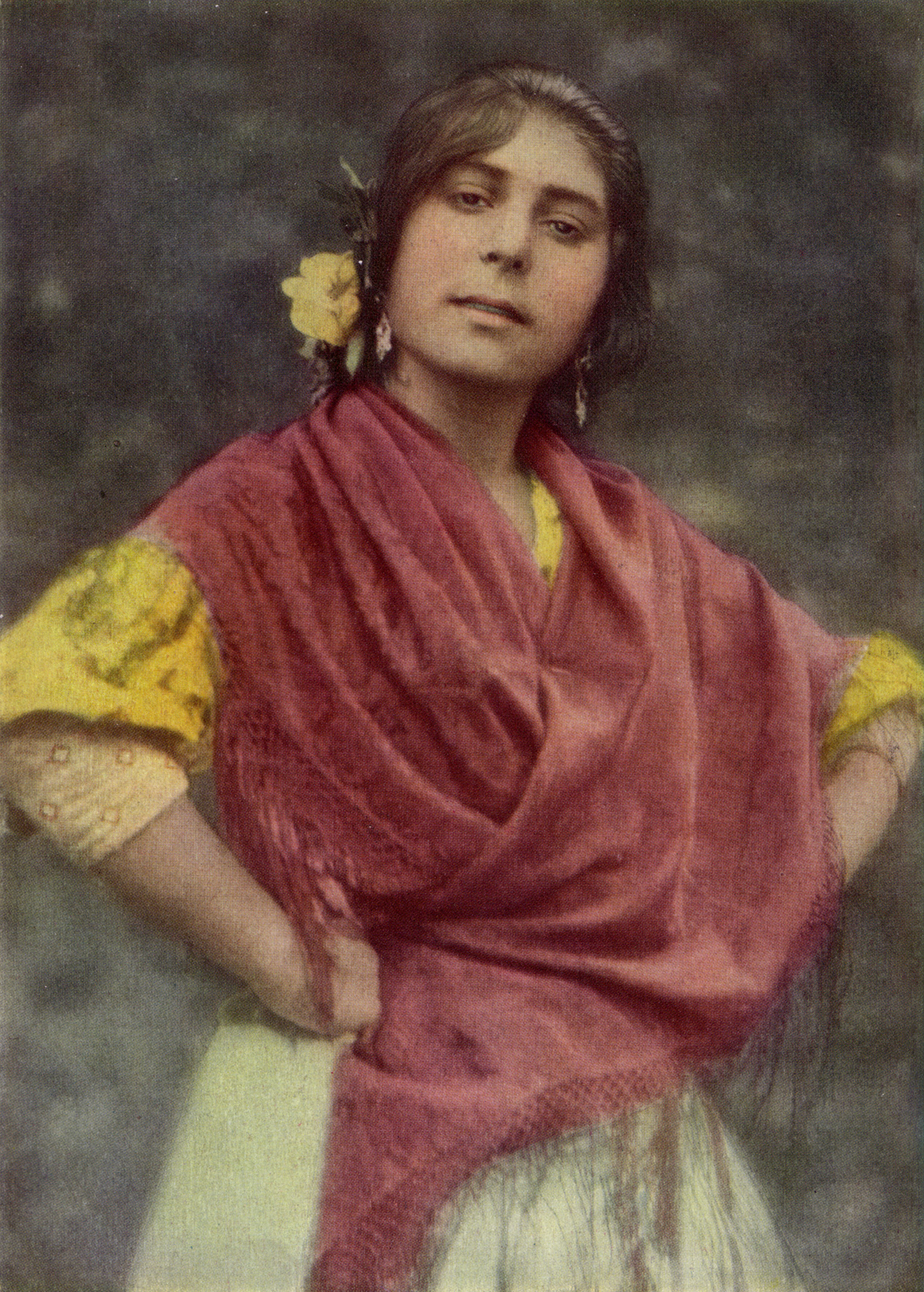
Іспанська ромка

Роми в Іспанії зазвичай відомі як ґітанос і зазвичай розмовляють кало, різновидом андалузької іспанської мови з великою кількістю ромських запозичень. Оцінки популяції іспанського ґітано коливаються від 600 000 до 1 500 000, а іспанський уряд оцінює від 650 000 до 700 000. Напівкочівники куінкі вважають себе окремими від ґітанос.

### Португалія
Роми в Португалії відомі як ґітанос , і їх присутність сягає другої половини XV століття. З самого початку через свою соціально-культурну відмінність і кочовий спосіб життя Ciganos були об'єктом жорстокої дискримінації та переслідувань.
Чисельність ґітанос в Португалії важко оцінити, оскільки немає офіційної статистики про расу чи етнічні категорії. За даними Європейської комісії Ради Європи проти расизму та нетерпимості по всій країні розповсюджено від 40 000 до 50 000 осіб. За даними португальського відділення Amnesty International, їх приблизно від 30 000 до 50 000.

### Франція
Роми зазвичай відомі у розмовній французькій мові як мануші або цигани. Романічели або ґітани вважаються принизливими, а богемці застарілими. Традиційно їх називають gens du voyage («мандрівні люди»), цей термін все ще час від часу використовують засоби масової інформації, сьогодні їх зазвичай називають ромами або рромами. Відповідно до закону, французькі муніципалітети з населенням понад 5000 осіб зобов’язані виділяти шматок землі ромським мандрівникам, коли вони прибувають.

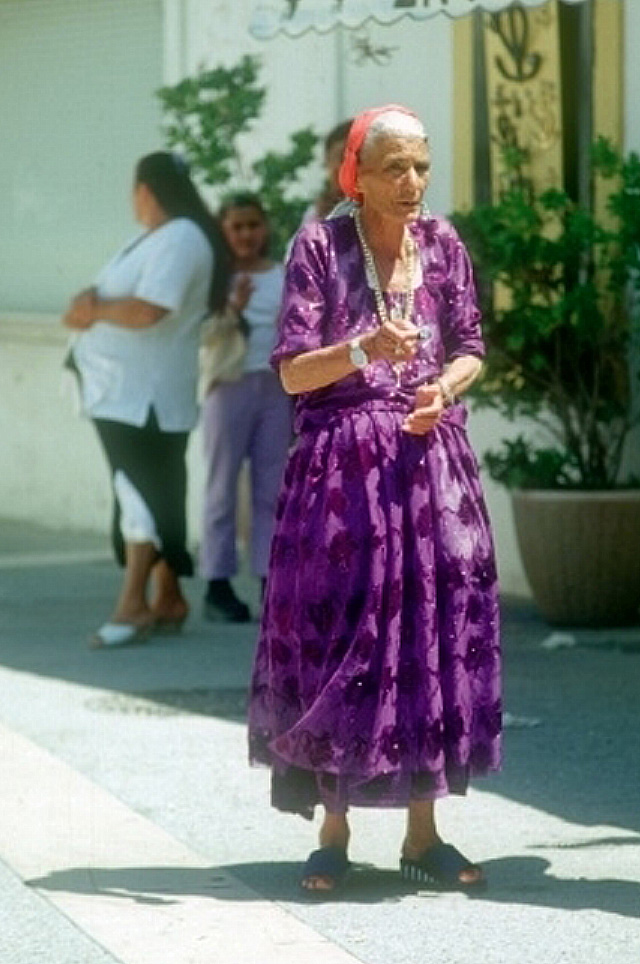
Ворожка в ромській святині Сент-Марі-де-ла-Мер.

Приблизно 500 000 ромів живуть у Франції як частина сформованих громад. Крім того, французька група прав ромів FNASAT повідомляє, що щонайменше 12 000 ромів, переважно з Румунії та Болгарії, живуть у нелегальних міських таборах по всій країні. Французька влада часто закриває ці табори. У 2009 році уряд повернув понад 10 000 ромських нелегальних іммігрантів до Румунії та Болгарії. Влітку 2012 року, під час посилення критики щодо депортації ромських мігрантів, французькі ключові міністри зустрілися для екстрених переговорів щодо поводження з приблизно 15 000 ромів, які проживають у таборах по всій Франції. Вони запропонували зняти обмеження для мігрантів (у тому числі ромів) з Болгарії та Румунії, які працюють у Франції.

### Італія
В Італії ромів зазвичай називають зінгаро (у множині зінгарі), цим словом також називають неохайну людину або ремісника. Слово, ймовірно, грецького походження, що означає "недоторканні", порівняйте сучасні грецькі позначення Τσιγγάνοι (Tsingánoi), Αθίγγανοι (Athínganoi). У народі часто вживають термін "ром", хоча самі люди віддають перевагу терміну "романі" (італ. Romani), який є мало вживаним. Іноді їх називають "кочівниками", хоча багато хто живе в осілих громадах.

### Нідерланди
Приблизно 37 500 ромів проживають у Нідерландах (0,24% населення країни).

### Люксембург
У Люксембурзі проживає близько 300 ромів (0,06% населення).

## Північна Європа
Групи північних ромських мандрівників включають:
1. Ромаські мандрівники в Англії (а також Північно-Східному Вельсі, Південному Вельсі і Скоттіш-Бордерс), з громадами діаспори в Сполучених Штатах, Канаді, Південній Африці, Австралії та Новій Зеландії.
2. Ромські мандрівники в Центральній Норвегії та Швеції.
3. Мандрівники Шотландської низовини в низинній Шотландії.
4. Кале (валлійські рома) у валлійськомовних частинах північно-західного Вельсу.
5. Фінські кале у Фінляндії та деяких частинах Швеції.

Північні роми зазвичай ідентифікують себе як «мандрівників» більше, ніж як «циган». Ці групи мають велику європейську спадщину через змішування з корінними мандрівними групами (британські ромські мандрівники змішуються з ірландськими мандрівниками, шотландські гірські мандрівники та мандрівники-ярмарківці, а скандинавські ромські мандрівники змішуються з корінними норвезькими мандрівниками) і навіть не-мандрівниками протягом століть. Це призвело до того, що ці ромські групи загалом виглядають білими.
Це також є причиною, чому ці групи розмовляють змішаними мовами, а не більш чистими формами ромської:
- Романіхаль Мандрівники розмовляють англоромані (суміш англійської та ромської).
- Ромські мандрівники розмовляють скандоромані (суміш норвезької, шведської та ромської).
- Мандрівники шотландської низовини розмовляють шотландським кантом (суміш шотландської та ромської мов).
- Валлійські кале розмовляє кала (суміш валлійської, англійської та ромської).
- Фінські кале розмовляють кало (суміш фінської та ромської).

Північноєвропейські ромські групи культурно мають більше спільного з корінними північноєвропейськими мандрівними групами, такими як ірландські мандрівники, голландські мандрівники, шотландські високогірні мандрівники та норвезькі мандрівники, ніж те, що вони роблять з ромами з решти Європи. Групи північних ромів мають спільне походження від хвилі ромів, які мігрували до Англії та Шотландії в XVI столітті.

### Данія
За оцінками Ради Європи, у Данії проживає близько 5500 ромів (0,1% населення).

### Естонія
Ромське населення в Естонії невелике. Офіційна кількість ромів в Естонії становить 584 особи, середня оцінка – 1250, а частка естонських ромів у загальній чисельності населення становить 0,1%. Найстаріші дані про ромів в Естонії датуються 1533 роком.

### Ісландія
Ромські сім’ї з Румунії, Болгарії та Польщі живуть і працюють в Ісландії як частина східноєвропейських спільнот трудових мігрантів.

### Фінляндія
Роми кале (або кaale) Фінляндії відомі фінською мовою як mustalaiset («чорні», порівняйте з ром. kalò, «чорний») або romanit. Приблизно 10 000 ромів проживають у Фінляндії, переважно в столичному регіоні Гельсінкі. У Фінляндії багато ромів носять свій традиційний одяг у повсякденному житті. Фінські кале говорять фінською кало.

### Норвегія та Швеція
Романісаельскі мандрівники у Швеції - це група ромів або Норвегія та Швеція. Вони говорять на скандороманській мові.
Нещодавно термін romer був прийнятий як збірне позначення, що стосується як Romanisæl Travellers, так і східноєвропейських ромських мігрантських спільнот, при цьому Resande (Travellers) стосується лише Romanisæl.
Приблизно 120 000 ромів проживають у Швеції, у тому числі 65 000~ Romanisæl Travellers, норвезька та шведська група ромів, 3000~ фінських кале, група фінських ромів, які іммігрували в 1960-х роках, та 50 000~ східноєвропейських ромів, які тільки в останні роки почали іммігрувати до Швеції (а також до Норвегії, Фінляндії та Британії).
Романісаельскі мандрівники у Швеції періодично зазнавали дискримінації з боку держави. Наприклад, держава віддала дітей на виховання або стерилізувала ромських жінок без їхньої згоди. Упередження щодо ромів широко поширене, більшість стереотипів зображують ромів як шахраїв із соціальної допомоги, крадіїв і шахраїв. Наприклад, у 1992 році Берт Карлссон, лідер Нових демократів, сказав: «Роми відповідальні за 90% злочинів проти людей похилого віку» у Швеції. Раніше він намагався заборонити ромам відвідувати свій тематичний парк Скара Соммарланд, оскільки вважав їх злодіями. Деякі власники магазинів, роботодавці та орендодавці продовжують дискримінувати ромів.
Ситуація покращується. Кілька ромських організацій сприяють освіті прав і культури ромів у Швеції. З 2000 року ромська мова є офіційно визнаною мовою меншин у Швеції. Уряд Швеції створив спеціальну постійну делегацію з питань ромів. Ромська народна школа була заснована в Гетеборзі.

### Велика Британія
Романичальські мандрівники в Англії зазвичай відомі як ромські цигани, англійські мандрівники або англійські цигани. Їх можна знайти в Англії (а також у Південному Вельсі, Північно-Східному Уельсі та Скоттіш-Бордерс), і вони розмовляють на англоромані.
Валлійські кале – це валлійська циганська мова, вони поширені в валлійськомовних частинах північно-західного Вельсу, і вони розмовляють своєю мовою.
Мандрівники шотландської низовини – шотландські роми. Вони живуть у низовинній Шотландії та розмовляють шотландським кантом.
Ромська мова була записана у Великій Британії принаймні з початку XVI століття. Записи про ромів у Шотландії датуються початком XVI століття.
Протягом століть багато романічалів емігрувало до британських колоній і Сполучених Штатів. У Великій Британії налічується близько 300 000 ромів. Це включає значну популяцію східноєвропейських ромів, які іммігрували до Великої Британії наприкінці 1990-х – на початку 2000-х років, а також після розширення ЄС у 2004 році.
Перші згадки про «єгиптян» відносяться до 1492 року, під час правління Якова IV, коли запис у Книзі верховного скарбника лорда фіксує виплату «Пітеру Керу чотирьох шилінгів, щоб поїхати до короля в Хантхолл, щоб отримувати листи з підпискою на «Короля Роумайса». Через два дні за наказом короля було здійснено платіж у двадцять фунтів посланцю «короля Роумайса».
Відповідно до Шотландської освітньої програми мандрівників, приблизно 20 000 шотландських ромів/мандрівників проживають у Шотландії. сюди входять ромські мандрівники Шотландської низовини, корінні мандрівники шотландської низовини, ірландські мандрівники, ярмаркові мандрівники, а також східноєвропейські роми.
Термін «циган» у Сполученому Королівстві став означати будь-кого, хто подорожує без постійного місця проживання (незалежно від етнічної групи). У деяких частинах Сполученого Королівства ромів зазвичай називають «майстерами» через їхню традиційну професію лимарів.
Пейві, шотландські гірські мандрівники, оумени — це неромські мандрівні групи, що знаходяться у Сполученому Королівстві.

### Латвія
Роми є однією з найстаріших етнічних меншин Латвії. За даними Управління у справах громадянства та міграції, станом на 1 січня 2017 року в Латвії проживало 7456 ромів, що становить 0,3% від загальної кількості населення.

### Литва
За даними Департаменту статистики Уряду Литовської Республіки, у 2011 році дані загального перепису населення та житла показують, що в Литві проживало 2115 ромів. Роми зосереджені у Вільнюсі, Каунасі, Шяуляї, Паневежісі та Шальчінінкаї в Литві. Кіртімай – найбільше ромське поселення у Вільнюсі.

## Центральна Азія
Невеликі ромські громади є в Казахстані, Киргизстані, Таджикистані, Узбекистані та Туркменістані.

## Західна Азія
Один із шляхів, яким йшли середньовічні проторомани, пролягав через Індостан до римського Єгипту та Малої Азії до Європи. Численні роми продовжують жити в Малій Азії. Інше ромське населення на Близькому Сході є результатом сучасних міграцій з Європи. Також на Близькому Сході зустрічаються різні групи народу дом, яких часто називають «циганами». Вони походять від міграції з північно-західної Індії, що почалася приблизно 600 років тому.

### Вірменія
У Вірменії є громада Лом  Розмовляють ломаврен.

### Грузія
У Грузії зареєстровано приблизно 1500 ромів. В основному вони живуть у Тбілісі та Гачіані.

### Кіпр
Історики вважають, що перші іммігранти прибули між 1322 і 1400 роками, коли Кіпр перебував під владою королів Лузіньянів (хрестоносців). Ці роми були частиною загального руху з Малої Азії до Європи. Ті, хто висадився на Кіпр, ймовірно, прибули з колоній хрестоносців на східному узбережжі Середземного моря.
Немає жодних доказів, які б свідчили про одну причину виїзду ромів з материкової Азії, але історичні події спричинили масові потрясіння та, можливо, спонукали до переїзду на острів. У 1347 році Чорна Смерть досягла Константинополя, столиці Візантійської імперії; у 1390 р. турки розгромили грецьке царство в Азії; а через десять років битва при Алеппо ознаменувала просування монголів під проводом Тамерлана.
Перша збережена письмова згадка про ромів на Кіпрі відноситься до 1468 року. У Кіпрській хроніці, складеній Флоріо Бустроном, йдеться про те, що сінгані платили податок до королівської скарбниці в той час за короля Якова II. Пізніше, у 1549 році, французький мандрівник Андре Терет знайшов «les Egyptiens ou Bohemiens » на Кіпрі та інших островах Середземного моря. Він зазначив їхній простий спосіб життя, який підтримувався виробництвом цвяхів чоловіками та поясами жінками, які вони продавали місцевому населенню.
У середні віки Кіпр проходив регулярним морським маршрутом із Барі, Італія, до Святої Землі. Друга імміграція, ймовірно, відбулася десь після того, як турки запанували на острові в 1571 році. Деякі калдераші прийшли в ХІХ столітті.
Зараз роми-мусульмани на Кіпрі називають себе гурбеті, а свою мову — курбетча, хоча більшість уже нею не розмовляє. Християнські або грецькомовні роми відомі як мантідес.
За даними Ради Європи, на Кіпрі проживає 1000–1500 (0,16%) ромів.
- Цинганос: офіційний термін, який використовується в грецьких документах і письмових матеріалах. Воно походить від терміну Cingani (використаного в тексті 1468 року), який, у свою чергу, походить від архаїчного слова Adsincan, яке використовувалося в середньовічній Візантії.
- Йіфтос: кіпрська діалектна форма материкового грецького Yiftos. Це звичайне мовлення та походить від ранішого Aigiptos, посилання на більш ранню віру в те, що роми прийшли з Єгипту.[159]
- Гурбеті: місцевий термін, який використовують турецькомовні кіпріоти, ромська група домів, яка також присутня в Сирії.[162]

### Іран
У Персії є циганська громада.

### Ізраїль
Спільнота давньоспоріднених ромів - народ дом. Деякі живуть в Ізраїлі, на палестинських територіях і в сусідніх країнах.

### Йорданія
У Йорданії проживає 70 000 домів.

### Ліван
За приблизними підрахунками, у Лівані проживає 8000 ромів або домарі. Мова ромів у Лівані та сусідніх країнах називається домарі. Є докази того, що в ромських громадах Лівану була поширена дитяча праця.

### Туреччина
Роми в Туреччині зазвичай відомі як Romanlar, Çingene, Çingen або Çingan, а також Çingit (регіон Західного Чорного моря), Kıptî (що означає коптські), Şopar (Киркларелі), Romanlar (Ізмір) і Gipleri (похідне від терміна «єгипетський»). З кінця ХХ століття дехто також почав визнавати та плекати своє ромське походження. Музика, ковальство та інші ремесла — їхні основні заняття.

## Південна Азія

### Афганістан
В Афганістані є громада Джогі.

### Пакистан
У Пакистані є ромська громада.

## Східна Азія

### Китай
Роми потрапили до Китаю через Персію. Наприкінці 1930-х років у Шанхаї існувала ромська громада.

## Північна Америка
Більшість ромів в Америці говорять англійською, французькою, іспанською або португальською.

### Сполучені Штати
На початку ХІХ століття перша значна група ромів, романічали з Великої Британії, прибула до Північної Америки, хоча деякі з них також іммігрували в колоніальну еру. Вони оселилися в основному в Сполучених Штатах, які тоді були більш усталеними, ніж більшість англомовних громад Верхньої Канади. Пізніші іммігранти також оселилися в Канаді.
Предки більшості сучасного місцевого ромського населення в Сполучених Штатах, які є східноєвропейськими ромами, почали іммігрувати в другій половині століття, приваблені можливістю працевлаштування в промисловості. Серед цих груп були ромомовні народи, такі як калдераш, мачвая, ловарі та чурарі, а також групи, які прийняли румунську мову, такі як бояш (лударі). Більшість прибули безпосередньо з Румунії після звільнення з рабства між 1840 і 1850 роками, або після короткого періоду перебування в сусідніх державах, таких як Росія, Австро-Угорщина чи Сербія. Башальде прибули із території сучасної Словаччини (тодішньої Австро-Угорщини) приблизно в той же час. Багато з них оселилися у великих промислових містах тієї епохи.
Імміграція зі Східної Європи різко скоротилася в епоху після Другої світової війни, за роки комуністичного правління. Він відновився у 1990-х роках після падіння комунізму. За оцінками ромських організацій, у Сполучених Штатах проживає близько мільйона ромів.

### Куба
У центральній частині Куби проживає афро-циганське населення.

### Барбадос
Англія вигнала ромів на Барбадос під час колоніальної епохи. За фольклором, ромське населення вступало в шлюби з місцевим корінним населенням.

### Канада
За переписом населення Канади 2006 року, було 2590 канадійців повністю або частково ромського походження.

### Мексика
За даними, зібраними Національним інститутом статистики та географії, ромів у Мексиці було 15 850, однак загальна кількість, ймовірно, більша.

### Карибський басейн
На початку Нового часу ромських рабів перевозили до європейських колоній у Карибському басейні з XV по XVIII століття. Перші ромські раби, які прибули до Карибського моря, прибули під час третьої подорожі Христофора Колумба в 1498 році. У 1793 році письменник Джон Мортон у своїй праці West India Customs and Manners зазначив, що багато ромок на Ямайці працювали повіями.

## Південна Америка

### Аргентина
Чисельність ромів в Аргентині перевищує 300 тис. Вони традиційно підтримують себе, торгуючи вживаними автомобілями та продаючи коштовності, подорожують по країні.

### Бразилія
Ромські групи заселили бразильські штати Еспіріту-Санту, Ріо-де-Жанейро та Мінас-Жерайс переважно наприкінці ХІХ століття. Мачвая прибула з сучасної Сербії (тоді Австро-Угорщини), калдераш — з Румунії, ловарі — з Італії, а горагани — з Греції та Туреччини. Спочатку вважалося, що роми в Бразилії походять від предків, яких заслала в колонію португальська інквізиція, але про ці народи стало відомо більше. Нинішнє населення етнічних ромів оцінюється в 600 000 осіб. Більшість походить від етнічних калдерашів, маквайя, рударі, гораганів та ловара.

### Чилі
У Чилі проживає значна кількість ромів. Оскільки вони продовжують свої традиції та мову, вони становлять явну меншість, яку широко визнають. Багато з них продовжують напівкочовий спосіб життя, подорожуючи з міста в місто та живучи в невеликих наметових громадах. Чилійська теленовела під назвою Romane була заснована на романі. Він зображував їхній спосіб життя, ідеї та іноді показував акторів чилійського походження, які розмовляли ромською мовою з субтитрами іспанською.

### Колумбія
Вважається, що перші роми в Колумбії прибули з Іспанії і раніше були відомі як Egipcios, переважно в департаментах Сантандер, Норте-де-Сантандер, Атлантіко, Толіма, Антіокія, Сукре, Богота, округ Колумбія, і в меншій кількості в департаментах Болівар, Наріньо і Валье-дель-Каука.
У 1999 році уряд Колумбії визнав ромів національною етнічною меншиною, і сьогодні в Колумбії проживає близько 8000 ромів. Їхню мову офіційно визнано мовою меншини.

### Еквадор
Роми живуть в Еквадорі з кінця 1800-х і початку 1900-х років. Еквадорські роми проживають у провінціях Карчі, Імбабура, Котопаксі, Пічінча, Тунгурауа, Чімборасо, Ель-Оро, Манаб і Ель-Гуаяс. За оцінками, в Еквадорі проживає 1000 ромів.

### Перу
У Лімі є ромська громада.

### Венесуела
У Венесуелі проживає значна кількість ромів більшість з яких належать до кале вітса. Більшість приїхали в еміграцію з Іспанії, Португалії чи Франції через переслідування. З собою вони привезли фламенко та мову кало та відкрили школи танцю в Маракайбо, Каракасі та Валенсії. Велика кількість юдео-кале також прибула до Венесуели, деякі під час іспанської інквізиції, інші тікали від антиромських законів в Іспанії. У Венесуелі також проживає близько 5000 ромів калдераш і бояш.

## Африка

### Ангола
Незважаючи на заборону, введену в 1720 році, ряд ромських сімей прибули в країну в той час, коли Ангола була португальською колонією. Навряд чи громада дожила до наших днів.

### ПАР
Невелика кількість калдераш живе в Південній Африці.

### Кабо-Верде
Португальські роми були вислані до Кабо-Верде.

## Океанія

### Австралія
В Австралії проживає невелика кількість ромів.

### Нова Зеландія
У Новій Зеландії існує невелика ромська громада. За оцінками, у Новій Зеландії проживає 1500–3000 ромів.

## Зовнішні посилання
- Назви ромського народу
- Opre Roma: Цигани в Канаді
- президент Ніколас Рамануш / Бразилія.
- Мережа прав ромів – Карта прав ромів
- Роми примітивні чи просто бідні? {Плюс листи до редакції NYTimes від 24.10: Злоба проти рома в Європі]